# 王猷定
王猷定（1598年—1662年），字於一，號軫石，江西南昌人。明末清初散文家。
王猷定出身於官宦之家，年少时聪慧过分拔为貢生，以诗文闻名，其散文成就不在所谓“散文三大家” (侯方域、汪琬、魏禧)之下，在清初文坛上独辟蹊径，自成一家。并且擅长书法，他的朋友韩程愈称赞他“临池之技，可以笼鹅”。年少时沉迷于聲伎，喜談仙怪，爱陆博。后来收敛性情，转而“嗜两汉八家之文”，“惟以古人为事”。曾在史可法幕下效命，明亡後不仕，专注于詩文写作。晚年寓居杭州西湖僧舍，熱戀一醜肥妓女，人皆笑之，猷定曰：“近代美人尚肥。”。貧病而死，賴友人出资棺殓，其子扶柩归乡。代表作品有《汤琵琶传》、《李一足传》、《义虎记》等，有《四照堂集》行世。